# Anteros (mitologia)
Anteros (stgr. Ἀντέρως Antérōs ‘przeciw miłość’, łac. Anterus) – w mitologii greckiej bóg i uosobienie miłości odwzajemnionej lub miłości nieodwzajemnionej i zemsty za zdradzoną miłość (odrzuconą miłość).
Uchodził za syna Aresa i Afrodyty oraz brata Erosa, Harmonii, Fobosa i Dejmosa. Przedstawiany był podobnie do Erosa, lecz z długimi włosami i skrzydłami motyla. Przedstawiany był również z uzbrojoną złotą maczugą lub ze strzałami.
Anteros, wraz z Erosem, stanowił grupę podstawowych bogów miłości i zwykle był przedstawiany wśród uskrzydlonych chłopców przebywających w towarzystwie Afrodyty i jej towarzyszących bogiń.
Anteros był również identyfikowany jako opiekun powstającej miłości u młodych chłopców.
Ołtarz tego boga został ulokowany w Atenach i zbudowany ku pamięci miłości Timagorasa, którego uczucia zostały odrzucone przez młodego ateńczyka Melesa. Deklaracja miłości Timagorasa wygłoszona do młodzieńca została przez niego wykpiona. Zażądał on, by Timagoras na dowód rzucił się ze szczytu skały. Gdy ten to uczynił, Males z żalu sam rzucił się z tej samej skały.
Anteros jest tematem pomnika Shaftesbury na placu Piccadilly Circus w Londynie, gdzie jest symbolem bezinteresownej filantropijnej miłości hrabiego Shaftesbury dla biednych. Pomnik czasami jest nazywany Aniołem Chrześcijańskiej Dobroczynności, a powszechnie zwany Erosem.
Imieniem Anterosa została nazwana jedna z planetoid – (1943) Anteros.